# Cacopsylla ambigua
Cacopsylla ambigua är en insektsart som först beskrevs av W. Foerster 1848.  Cacopsylla ambigua ingår i släktet Cacopsylla och familjen rundbladloppor. Arten är reproducerande i Sverige. Inga underarter finns listade i Catalogue of Life.